# Первомайское (Таласская область)
Первомайское (кирг. Биринчимай) — село в Бакай-Атинском районе Таласской области Кыргызстана. Входит в состав Ороского аильного округа. Код СОАТЕ — 41707 220 843 03 0  .

## Население
По данным переписи 2009 года, в селе проживало 1721 человек.